# Башта вітрів (Афіни)
Башта вітрів (грец. Αέρηδες — Ерідес) — восьмикутна годинникова вежа із пентелійського мармуру римської агори в Афінах. Механізм поєднував у собі одночасно сонячний годинник, водяний годинник та флюгер і був побудований давньогрецьким астрономом Андроніком із Кіроса близько 50 до н. е.

## Архітектура
Башта вітрів, висотою 12 та діаметром 8 м, перевершила навіть флюгер Тритона. Значна висота пояснюється необхідністю розгледіти годинник на башті з будь-якого куточка агори. Тож, її по праву можна вважати першою годинниковою вежею.
Під фризом облаштовано 8 сонячних годинників та зображено вісім богів вітру, що чітко відповідають 8 основним та проміжним напрямкам вітру:
- Борей — північний (N)
- Кекій — північно-східний (NE)
- Апеліот — східний (E)
- Евр — південно-східний (SE)
- Нот — південний (S)
- Ліб — південно-західний (SW)
- Зефір — західний (W)
- Скірон — північно-західний (NW)

Всередині башти був встановлений водяний годинник — клепсидра — вода на який подавалась з Акрополя.
У ранньохристиянську добу Башта використовувалась візантійською церквою як дзвіниця. Вона частково була похована у землі, допоки у 19 ст. Археологічне товариство в Афінах не розпочало розкопки стародавньої агори.
У 18 ст. архітектурну форму Башти вітрів було відтворено у проекті обсерваторії Редкліфа, зведеній як мавзолей фундатору Національної бібліотеки Греції Панаїсу Валіаносу на Західно-Норвудському цвинтарі у Лондоні. Також подібна вежа 1849 р. була побудована у Севастополі. Ще одна вежа, подібна до конструкції Башти вітрів, знаходиться біля підніжжя гори Стюарт у Північній Ірландії.